# Baniane
Baniane est une agglomération secondaire de la commune de M'Chouneche dans la wilaya de Biskra en Algérie.
C'est une oasis de montagne du massif de l'Aurès, entre Batna (à 120 km au nord) et Biskra (30 km au sud), à végétation de type saharien, autrefois célèbre pour ses galaâ, greniers à étages fortifiés perchés sur les rochers, mais aujourd'hui en ruines.

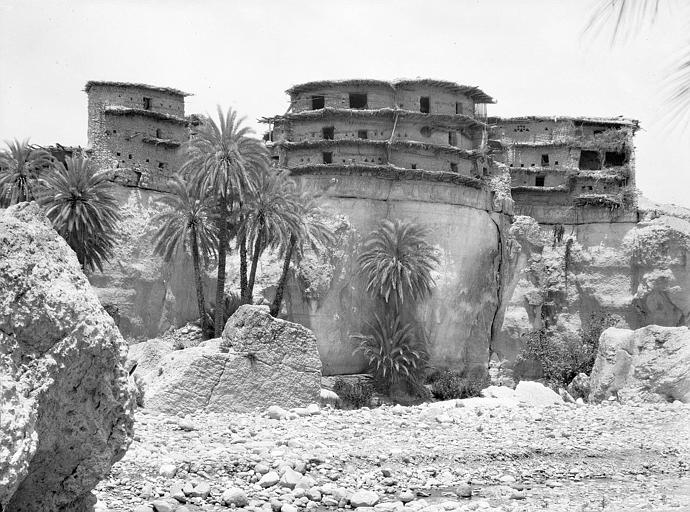
Guelaa à Baniane vers 1925

Baniane comptait 2 834 habitants en 1998.